# Jeremy Swayman
Jeremy Swayman (ur. 24 listopada 1998 w Anchorage, Alaska, Stany Zjednoczone) – amerykański hokeista, gracz NHL, reprezentant Stanów Zjednoczonych.

## Kariera klubowa
- University of Maine (18.10.2016 - 17.03.2020)
- Boston Bruins (17.03.2020 - 
  -  Providence Bruins (2020 - 2022)

## Kariera reprezentacyjna
- Reprezentant USA na  MŚJ U-20 w 2018
- Reprezentant USA na MŚ w 2022

## Sukcesy
Reprezentacyjne
- Brązowy medal z reprezentacją Kanady na MŚJ U-20 w 2018

Klubowe
- Puchar Prezydenta z Boston Bruins dla najlepszego zespołu NHL w sezonie zasadniczym 2022-23

Indywidualne
- Debiutant miesiąca NHL – luty 2022